# Sune Agerschou
Sune Duevang Agerschou (født 10. marts 1974 i Esbjerg) er en tidligere dansk håndboldspiller, der til sidst spillede som målmand for Skjern Håndbold i Håndboldligaen. Han har tidligere spillet for ligarivalerne GOG Svendborg, og den tyske Bundesliga-klub SC Magdeburg, som han vandt Champions League med, som den første danske herrespiller.
Agerschou er gift med Chanette Dall Agerschou, og sammen har de 3 børn: Sebastian Dall Agerschou, Frederikke Dall Agerschou og Malthe Dall Agerschou.
Agerschou har spillet 33 kampe for det danske håndboldlandshold.
Sune Agerschou har i 2007 etableret en organisations- og lederudviklingsvirksomhed: www.agerschouhansen.dk sideløbende med den fortsatte håndboldkarriere.
Han indstillede sin aktive karriere som 36-årig i 2010 pga. piskesmæld og hjernerystelse  og arbejder i dag som sportschef i Ribe-Esbjerg HH. 

## Eksterne links
- Spillerinfo Arkiveret 1. januar 2008 hos  Wayback Machine
- Sune Agerschous profil hos Det Europæiske Håndboldforbund (engelsk)